# Petar Georgijewski
Petar Georgijewski (ur. 16 maja 1960 w Bitoli) – macedoński piłkarz występujący na pozycji pomocnika. Reprezentant Jugosławii.

## Kariera klubowa
Georgijewski karierę rozpoczynał w sezonie 1980/1981 w Wardarze Skopje, grającym w pierwszej lidze jugosłowiańskiej. Jego barwy reprezentował przez 9 sezonów, w tym czasie rozgrywając tam 197 spotkań. W 1989 roku przeszedł do francuskiego FC Gueugnon z Division 2. Jego barwy reprezentował przez dwa sezony, a potem zakończył karierę.

## Kariera reprezentacyjna
W reprezentacji Jugosławii Georgijewski wystąpił jeden raz, 12 września 1984 w przegranym 1:6 towarzyskim meczu ze Szkocją.